# Mericisca uniformis
Mericisca uniformis là một loài bướm đêm trong họ Geometridae.